# Euprenolepis wittei
Euprenolepis wittei được LaPolla, J. S. phát hiện và mô tả vào năm 2009.